# Loca (Shakira)
"Loca" je pjesma kolumbijske pjevačice Shakire. Objavljena je 1. rujna 2010. godine kao prvi i najavni singl s njezina albuma Sale el Sol. Pjesma je snimljena na španjolskom i engleskom jeziku.

## Popis pjesama
Digitalno preuzimanje
1. "Loca" - 3:06

## Videospot
Spot za pjesmu "Loca" snimljen je tijekom Shakirinog posjeta Barceloni u Španjolskoj u kolovozu 2010. godine. Redatelj spota je Shakirin suradnik Jaume de Laiguana.

## Ljestvice
| Ljestvice (2010.)                  | Najviša pozicija |
| ---------------------------------- | ---------------- |
| Austrija (Ö3 Austria Top 75)       | 2                |
| Belgija (Flandarija) (Ultratop 50) | 3                |
| Belgija (Valonija) (Ultratop 40)   | 1                |
| Brazil (Billboard Brasil)          | 4                |
| Kanada (Canadian Hot 100)          | 36               |
| Češka (IFPI)                       | 1                |
| European Hot 100 Singles           | 2                |
| Francuska (SNEP)                   | 2                |
| Njemačka (German Singles Chart)    | 2                |
| Mađarska (Single Top 10)           | 4                |
| SAD (Billboard Hot 100)            | 32               |
| SAD (Hot Dance Club Songs)         | 1                |
| SAD (Latin Songs)                  | 1                |
| SAD (Latin Tropical Airplay )      | 1                |

## Povijest objavljivanja
| Država | Datum          | Format                  |
| ------ | -------------- | ----------------------- |
| Svijet | 1. rujna 2010. | preko službene stranice |